# اچ‌ام‌اس بارفلر (دی۸۰)
اچ‌ام‌اس بارفلر (دی۸۰) (به انگلیسی: HMS Barfleur (D80)) یک کشتی بود که طول آن ۳۷۹ فوت (۱۱۶ متر) بود. این کشتی در سال ۱۹۴۳ ساخته شد.